# Gebrüder Heyne

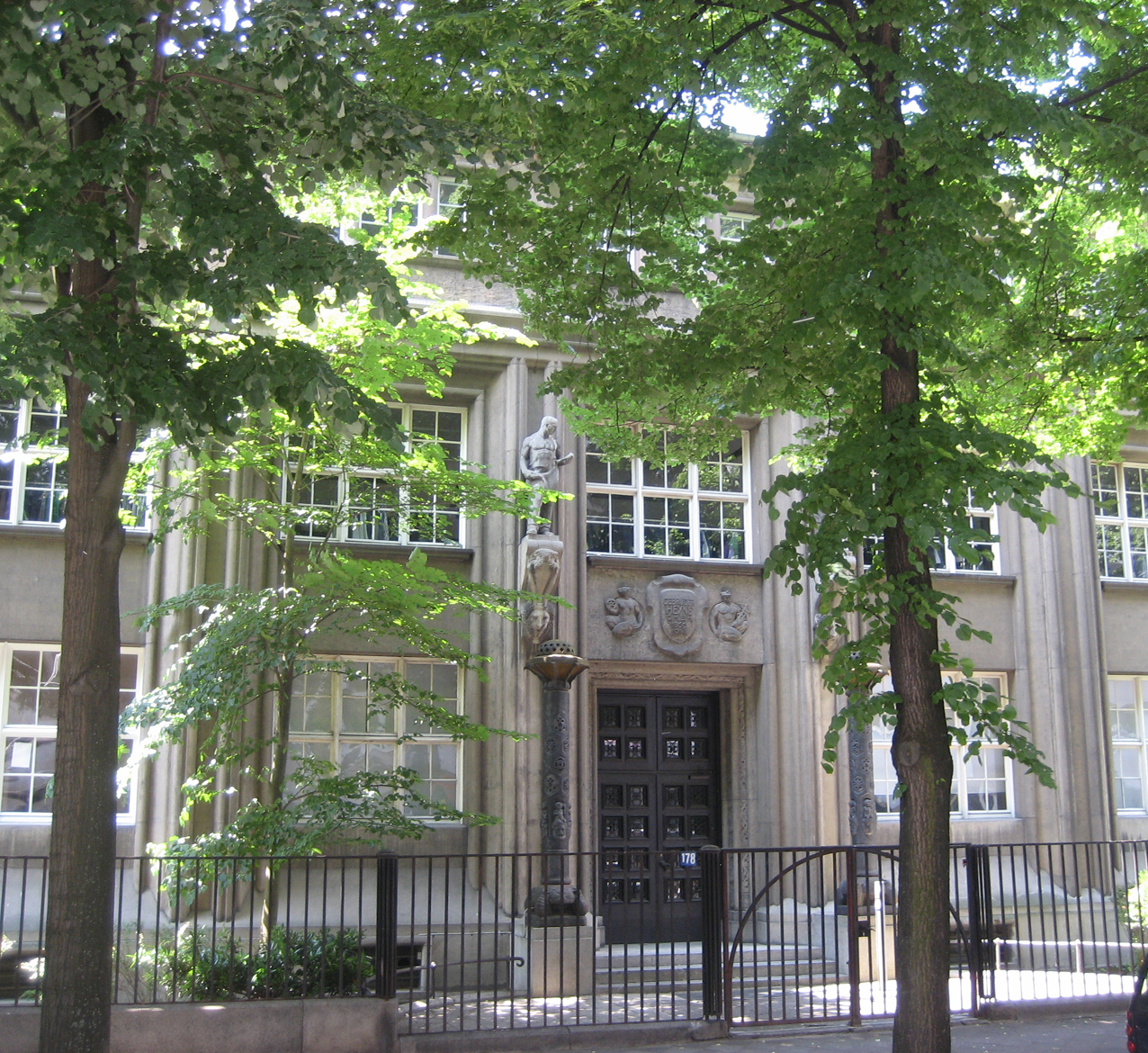
Das Verwaltungsgebäude der Firma Heyne wurde von Hugo Eberhardt entworfen

Gebrüder Heyne war eine Fabrik für Präzisionsdrehteile und Metallschrauben in Offenbach am Main. Sie wurde von den Brüdern Christoph Friedrich Ernst Heyne (1841–1915) und Georg Johann Heyne (1844–1908) im Jahre 1869 gegründet und ging 1968 in Konkurs. Die denkmalgeschützten Fabrikgebäude in der ehemaligen Heyne-Fabrik in der Nähe des Offenbacher Hafens werden heute von Unternehmen der Werbe-, Mode- und IT-Branche sowie Künstlern genutzt.

## Geschichte

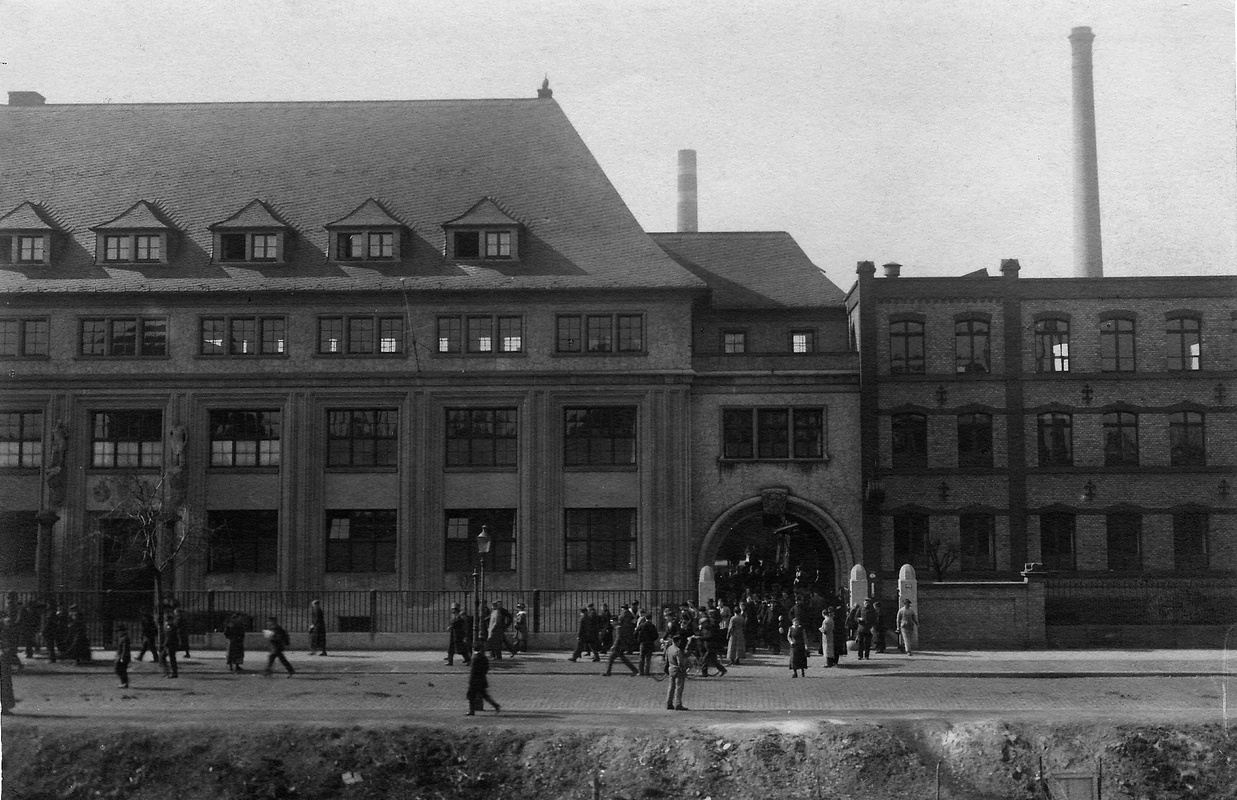
Werkstor der Heyne-Fabrik, Gebäude Ludwigstraße 180 (etwa 1920). Hier noch mit dem durch Kriegseinwirkung verlorenen Walmdach

Die Brüder Ernst und Georg Heyne, Söhne eines Schneidermeisters, gründeten in der Innenstadt von Offenbach am Main 1869 die „Fassondreherei Gebr. Heyne“, die vornehmlich Metallschrauben produzierte. 1896 wurde die Produktion in die Nähe des Offenbacher Hafens verlegt und das Werksgelände nach und nach vergrößert. 1913 hatte das Unternehmen ungefähr 400 Mitarbeiter und war damit die drittgrößte Fabrik in Offenbach am Main. Herausragendes Produkt war ein „Schraubenautomat“, mit dem hochpräzise Metallschrauben hergestellt werden konnten. Während beider Weltkriege wurden Rüstungsgüter hergestellt, vor und während des Zweiten Weltkrieges wurden auch Zwangsarbeiter eingesetzt. Nach dem Zweiten Weltkrieg wurde das Unternehmen von der Eignerfamilie bis 1962 weitergeführt und dann an den Stinnes-Konzern verkauft. Inzwischen hatte sich das Unternehmen vom Schraubenhersteller zum Zulieferbetrieb für die Automobilindustrie gewandelt.
1968 wurde die Produktion wegen schlechter Geschäftszahlen eingestellt. Die Betriebsschließung leitete das Sterben der traditionellen Metallwarenfabriken in Offenbach ein, eine Entwicklung, welche sich noch in den nächsten zwei Jahrzehnten fortsetzte.

## Gebäudenutzung nach der Insolvenz

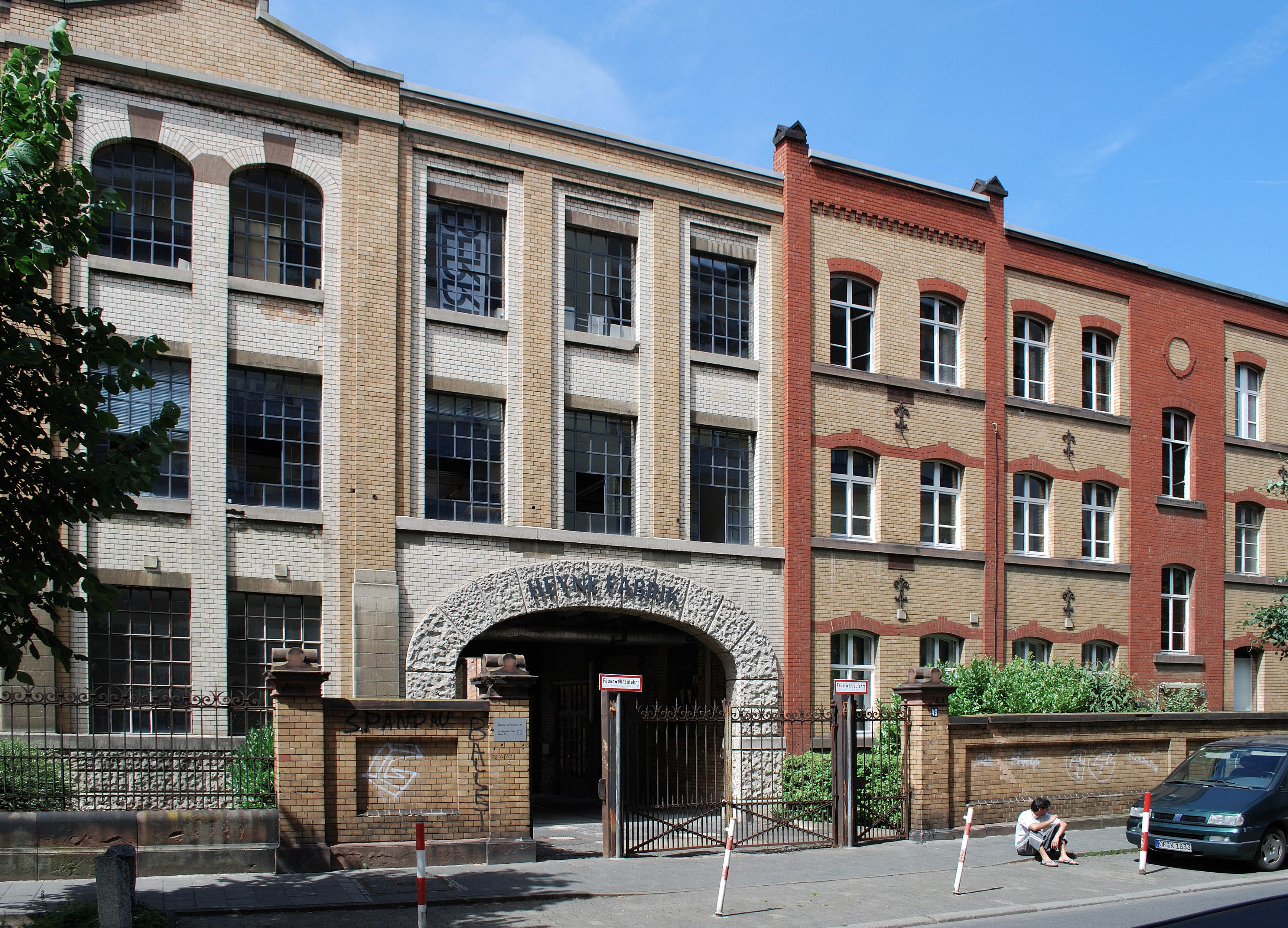
Gebäude Andréstraße 49 der Heyne-Fabrik

Die alten Werkshallen und das Verwaltungsgebäude wurden schrittweise von dem Münchener Architektenbüro Allmann, Sattler und Wappner umgestaltet. Die Klinkerbauten und der vom Architekten Hugo Eberhardt in den Jahren 1912 bis 1914 errichtete, denkmalgeschützte Verwaltungsbau beherbergen inzwischen auf 25.000 Quadratmetern Nutzfläche zahlreiche Unternehmen der Werbe-, Mode- und IT-Branche. Die umgebaute Heyne-Fabrik erhielt neben anderen Auszeichnungen 1999 den Hessischen Denkmalschutzpreis und wurde im gleichen Jahr mit dem Preis „Neues Leben in alten Gebäuden“ der Deutschen Bank Bauspar AG ausgezeichnet.
Die Fabrik ist Teil des Projektes Route der Industriekultur Rhein-Main.